# Franjo Bobić
Franjo Bobić (Wobich) (Brežice, Slovenija, 1677. – Lepoglava, Hrvatska 1728.), bio je hrvatski barokni fresko slikar štajerskog porijekla

## Život i djelo
Franjo Bobić vodio je lepoglavsku pavlinsku slikarsku radionicu od 1708. do svoje smrti 1728. kao redovnik laik.

Njemu se pripisuju freske na svodu iz lepoglavske samostanske knjižnice iz 1711. Ove freske su teško oštećene, tako da se iz njih baš ne vidi kvalitet njegova slikarstva.
Bobić je najvjerojatnije i autor vrlo slično oslikane ljetne blagovaonice iz 1722. god., gdje je on na već pomalo zastario način naslikao male motive u polja bogate svodne štukuture. Slike u blagovaonici, su dobrano uništene - premazane (no još postoji nada da se kriju ispod novijih premaza).

Bobićev je vjerojatno radio s Ivanom Rangerom 1726. novopridošlim pavlinskim slikarom laikom, - na oslikavanju crkve Marije Koruške kraj Križevaca.